# Siang-šan (Sin-ču)
Siang-šan (čínsky: 香山區, anglicky: Xiangshan) je jihozápadní okres ve městě Sin-ču na Tchaj-wanu. Okres Siang-šan je největší ze tří okresů města.

## Historie
1. července 1982 byla oblast začleněna do nově vytvořeného města Sin-ču v podobě okresu.

## Geografie
- Rozloha: 54,85 km2
- Populace: 76 836 (leden 2016)

## Administrativní dělení
Okres se skládá z částí: Kang-nan, Chu-šan, Chu-lin, ťin-šuej, Šu-sia, Pchu-čchien, Čong-pchu, Niu-pchu, Ting-pchu, Tchung-siang, Siang-cchun, Siang-šan, Ta-čuang, Mej-šan, Čao-šan, Chaj-šan, ťia-tung, Tcha-chu, Na-naj, Čo-kaj, Nej-chu, Na-janangs, Na-janangs Ting-fu

## Pamětihodnosti
Rybářský přístav Haj-šan

## Významní obyvatelé
Lin Chih-chien - tchajwanský politik